# Xu Li
Xu Li (许莉S, Xǔ LìP; Suzhou, 17 dicembre 1989) è una lottatrice cinese.

## Palmarès

### Olimpiadi
- 1 medaglia:
  - 1 argento (Pechino 2008 nella lotta libera, 55 kg)